# Villa Centanini
Villa Centanini è un complesso che comprende un insieme di fabbricati e di terreni situati nel comune di Pozzonovo, provincia di Padova, nella località denominata Capolcastro. Il complesso, appartenente allo stile architettonico della villa veneta, è inserito in un'area che un tempo era paludosa, con poche terre emergenti dalle acque. Tra Cinquecento e Seicento, in seguito alle bonifiche dell'area, il terreno venne diviso tra i Grimani e i Polcastro, i primi proprietari della villa. 
Lungo il corso degli anni la proprietà venne acquistata dalla famiglia Centanini, che in seguito la cedette al comune di Pozzonovo.

## Storia
La provenienza della famiglia Polcastro è vicentina. Nel corso dei secoli la famiglia si è divisa in due rami: uno è rimasto a Vicenza, mentre l'altro si è spostato nel padovano. Dal capostipite Giovanni Polcastro nacquero Albertino, che diede origine al ramo vicentino, e Giacobino, che iniziò le vicende padovane.
Il maggior rappresentante della dinastia fu Sigismondo Polcastro, medico, maestro all'università e luminare della scienza patavina. 
Egli iniziò l'espansione economica dei Polcastro con l'acquisto di estesi territori e fabbricati, sia nelle campagne che nelle città. 
A Pozzonovo possedevano terra, pascoli, valli e livelli. Sigismondo, probabilmente attratto dall'attivo e redditizio commercio conseguente all'attività della pesca, a partire dal 1417 acquistò dei territori a Pozzonovo: il pescato forniva i mercati di Monselice e Padova con ingenti profitti.
A Sigismondo succedette il figlio Girolamo (1430-1505), che come il padre fu medico e ricoprì la cattedra di medicina teorica ordinaria presso l'Università di Padova. Anche lui continuò ad acquistare terra a Pozzonovo e in tutto il territorio padovano. 
I Polcastro aderirono all'istituto del fedecommesso in modo da preservare nel tempo il patrimonio costituito e trasmetterlo ai discendenti. 
Al tempo della bonifica denominata "Retratto del Gorzon" nel 1558, il proprietario era Girolamo che si lamentò fortemente delle opere in progetto che avrebbero prosciugato i laghi dai quali provenivano i notevoli introiti dell'attività ittica.
I Polcastro si dichiararono contrari anche alla costruzione della strada vicina alla villa perché avrebbe comportato per loro un aumento delle imposte comunali in quanto maggiori possidenti attorno al nuovo percorso. 
L'ultimo rappresentante della stirpe fu Girolamo Polcastro (1763-1839) importante letterato, illuminista ed anche massone. Fu deputato della città di Padova ed ebbe grande rilevanza politica tanto che condusse le trattative con Napoleone. 
Egli ebbe due mogli e dalla prima ebbe un figlio che però morì all'età di quattordici anni di tisi, lasciando la casata senza eredi diretti.
Nel 1839, qualche mese prima di morire, Girolamo compilò un testamento olografo e nominò suoi eredi universali i cugini conti Nicolò e Teresa Lazara in Malmignati e nominò sua moglie contessa Caterina Quirini Stampalia erede usufruttuaria come era consuetudine per le mogli dell'epoca. 
Durante la vita di Girolamo i Centanini erano affittuari di Polcastro. Il rapporto tra i due non era idilliaco, erano spesso in conflitto per l'accordo nei compensi. La moglie del Polcastro si riferisce al Centanini definendolo "il più maledetto" dei suoi affittuari.
La contessa Teresa Lazara rinunciò all'eredità a favore dei tre figli: Angela Caterina, Cesare, Girolamo Malignati. 
Le proprietà nel 1862 vennero vendute ai coniugi Centanini e Buggiani che acquistarono tutti i possedimenti di Pozzonovo, Solesino e Monselice.
Nel 1922 il primogenito Pietro Centanini morì senza moglie e senza figli. 
Il suo testamento stabilì che i suoi beni fossero divisi tra i fratelli: Gianplacido, Arcangela e i figli del fratello defunto Francesco: Domenico, Giulia, Anna e Ferdinando, con usufrutto alla loro madre Amalia Zaglia. L'area della villa Centanini fu assegnata a Ferdinando (1899-1970).
Nel 1950 Ferdinando cedette al comune di Pozzonovo, attraverso una compravendita con valore simbolico di £1, il mappale 25/b confinante con il giardino della villa. 
Alla morte di Ferdinando nel 1970, i figli Francesco (1924), Pietro (1928) e Annamaria (1934) gli succedettero. Nel 1987 vendettero la proprietà al comune di Pozzonovo, che ne è attualmente il proprietario. 
Era sindaco pro-tempore il signor Girotto Flavio, che acquistò l'immobile denominato Villa Centanini al prezzo complessivo, convenuto ed accettato, di  £ 50.000.000. Tutto il complesso, villa residenziale, villino ed oratorio privato (intitolato a San Gaetano), si presentava in cattivo stato di manutenzione e conservazione, pur essendo un immobile di rilevante interesse storico-artistico. L'immobile venne utilizzato come centro di recupero di tossico-dipendenti, dalla Comunità Incontro di don Gelimini. Nel 1991 don Gelmini richiese la concessione edilizia per alcune modifiche interne per adattarlo alla nuova destinazione d'uso. Per la creazione del refettorio fu demolito un setto murario portante al piano terra, che portò ad un grave dissesto strutturale, acutizzato dall'apertura formatasi sul tetto. Fu costruito un forno e fu ristrutturato il corpo posteriore con la creazione delle cucine al piano terra e delle camere con servizi al primo piano. Alla fine degli anni '90 la villa fu abbandonata dalla Comunità Incontro, probabilmente per problemi di manutenzione dell'edificio. Da quel momento l'unica parte utilizzata in buono stato era la porzione di sinistra, che fu sede della Protezione Civile di Pozzonovo. Il parco circostante la villa era ed è utilizzato dal comune per attività per i bambini e per manifestazioni paesane.

## Descrizione

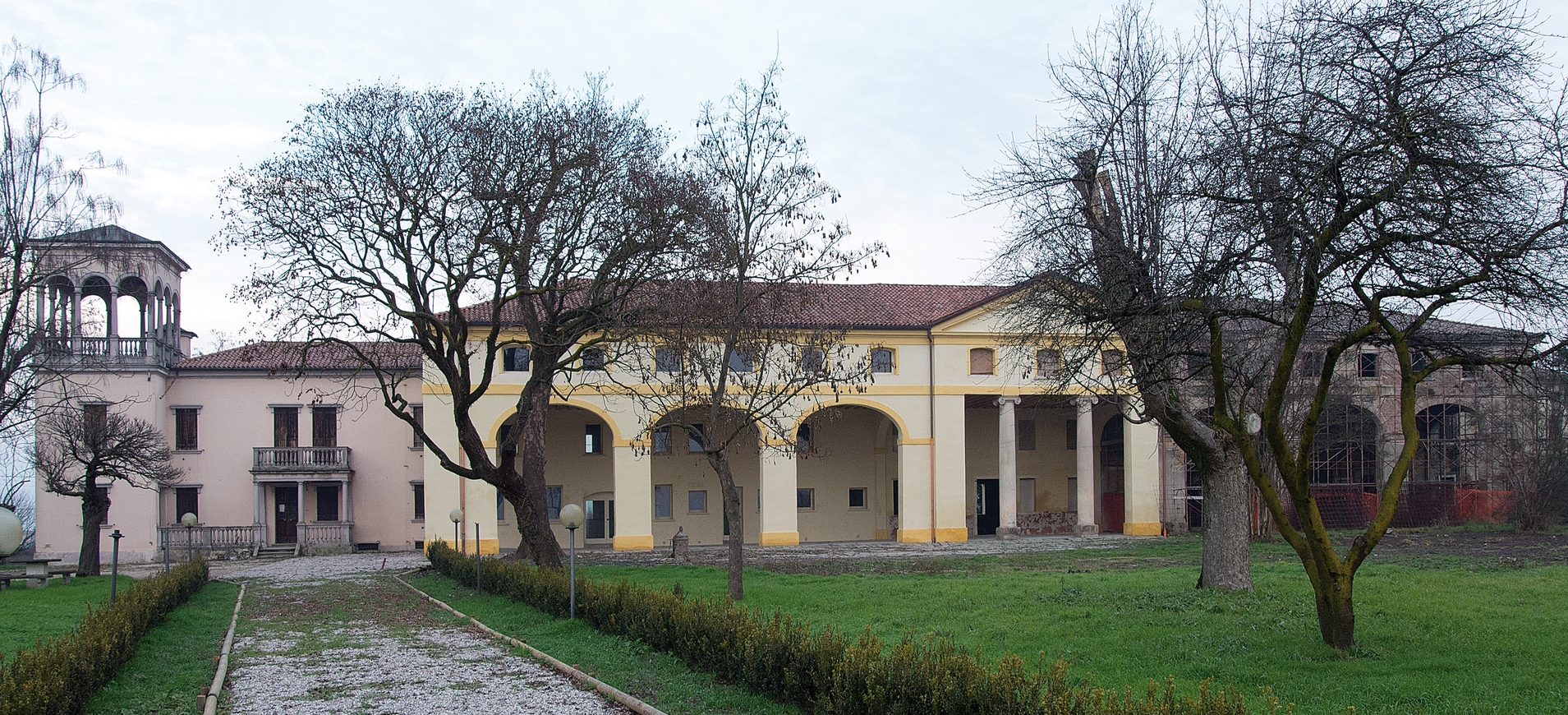
Villa Centanini a Pozzonovo

Villa Centanini è costituita da: un corpo centrale denominato la Barchessa, due ali laterali, l'oratorio di San Gaetano e da un giardino alberato, che circonda l'intera struttura. Prima dell'ultimo restauro era presente anche un corpo retrostante, che è stato poi demolito.
Inizialmente la villa era costituita dalla parte centrale, attorno alla quale si ergevano delle case rurali, poi abbattute. 
Le altre parti della struttura sono state costruite successivamente, in varie fasi. 
È molto probabile che verso la fine del Seicento su quest'area vi fosse un'abitazione padronale, in cui i Polcastro si recavano spesso in villeggiatura. Fino all'Ottocento la località dove si trova la villa era denominata "Tezzon", grande teza per il deposito di attrezzi, prodotti ed animali, in questo caso associata ad una casa di villeggiatura per il padrone dei terreni.
La Barchessa, a pianta rettangolare, è costituita da tre piani. 
L'edificio era utilizzato come magazzino per l'attività agricola. La facciata principale è costituita da un portale centrale con timpano, sostenuto da due colonne ioniche in pietra tenera di Vicenza, ai cui lati si eleva un grande porticato costituito da tre archi a destra e tre a sinistra. Sul timpano e sulla parte superiore del porticato si aprono delle finestre archivoltate per illuminare il sottotetto. Il porticato è arretrato rispetto alla facciata in entrambi i lati.
Al disotto del porticato sono presenti due piani, che in passato erano probabilmente le abitazioni dei contadini e le stalle. 
Nel 2019, la parte sinistra del porticato dovrebbe rispecchiare l'assetto originale. Il prospetto retrostante presentava varie e successive modifiche, che rendevano la lettura e l'analisi molto complicata. 
In questa parte erano posizionate le cantine. Negli anni '90 questo corpo è stato ristrutturato per creare camere da letto per la comunità Incontro al piano inferiore e con l'ultima ristrutturazione è stato demolito. L'ala destra, che doveva fungere da residenza, ora è in precario stato di conservazione. L'edificio doveva essere di due piani, con sottotetto praticabile.
Successivamente è stato costruito un solaio che ha chiuso le aperture del fronte principale al primo piano, per creare un piano soppalcato. Il piano terreno è stato recentemente ristrutturato per creare un ambiente che ospiti il forno. 

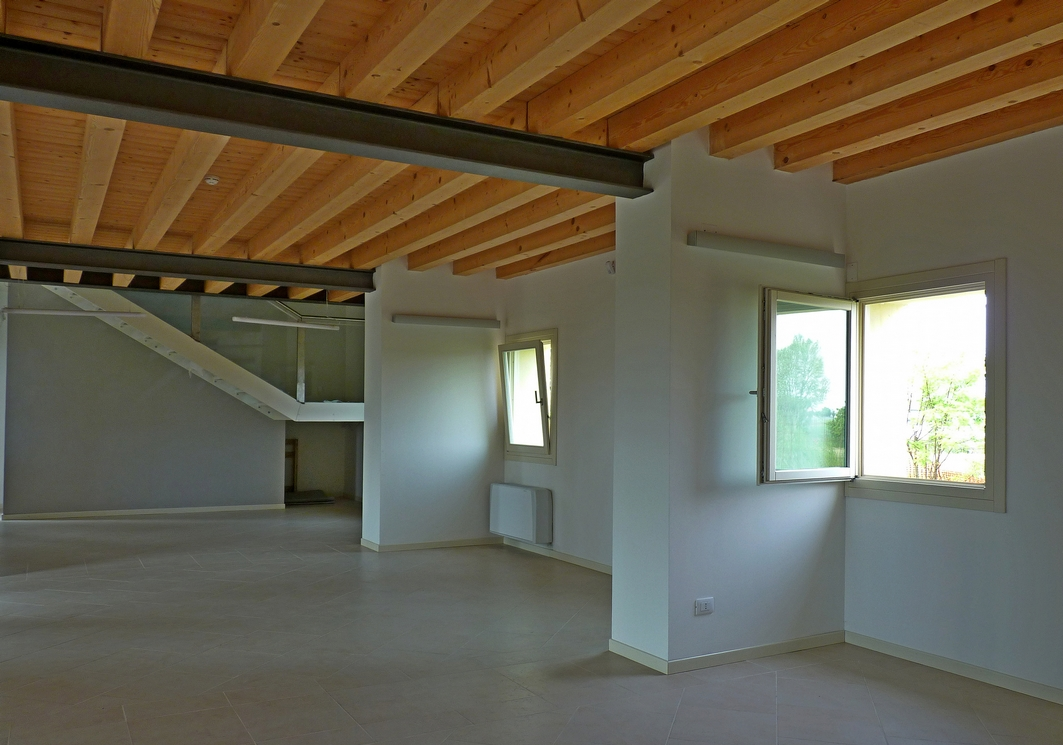
Interno di Villa Centanini

Il comignolo esterno è molto particolare e decorato ed era collegato al camino presente al primo piano. 
La decorazione e la nobiltà del camino fanno intuire che in quell'ala soggiornasse il padrone. L'ala sinistra fu ristrutturata negli anni 1930 per trasformarla nell'abitazione del signor Centanini. 
La ristrutturazione causò un irreversibile cambiamento della simmetria precedente, per questa motivazione è molto complesso scoprire l'anno o il periodo di costruzione. Di particolare interesse è la terrazza in stile liberty con loggia, accessibile da una scala a chiocciola in legno, che termina con una torretta ottagonale che la protegge dalle intemperie. 
Anche esternamente l'ala sinistra ha subito importanti modifiche, con la realizzazione di un nuovo intonaco a base cementizia non è più possibile la visione delle stratificazioni precedenti sul sistema delle aperture esterni.
Esternamente alla villa si trova il giardino ottocentesco con numerosi alberi imponenti, alcuni di essi molto antichi al punto da essere stati censiti dalla provincia di Padova. Tra le varie specie censite si trovano: due imponenti Populus Alba, siepi di Ligustro Sinensis che introducono al giardino ottocentesco, nel lato est quattro Platanus Orientalis centenari, una Paulonia Imperialis, due Acer Pseudoplatanus, tre Picea Abies e altri due Platanus Orientalis centenari.

### L'oratorio San Gaetano

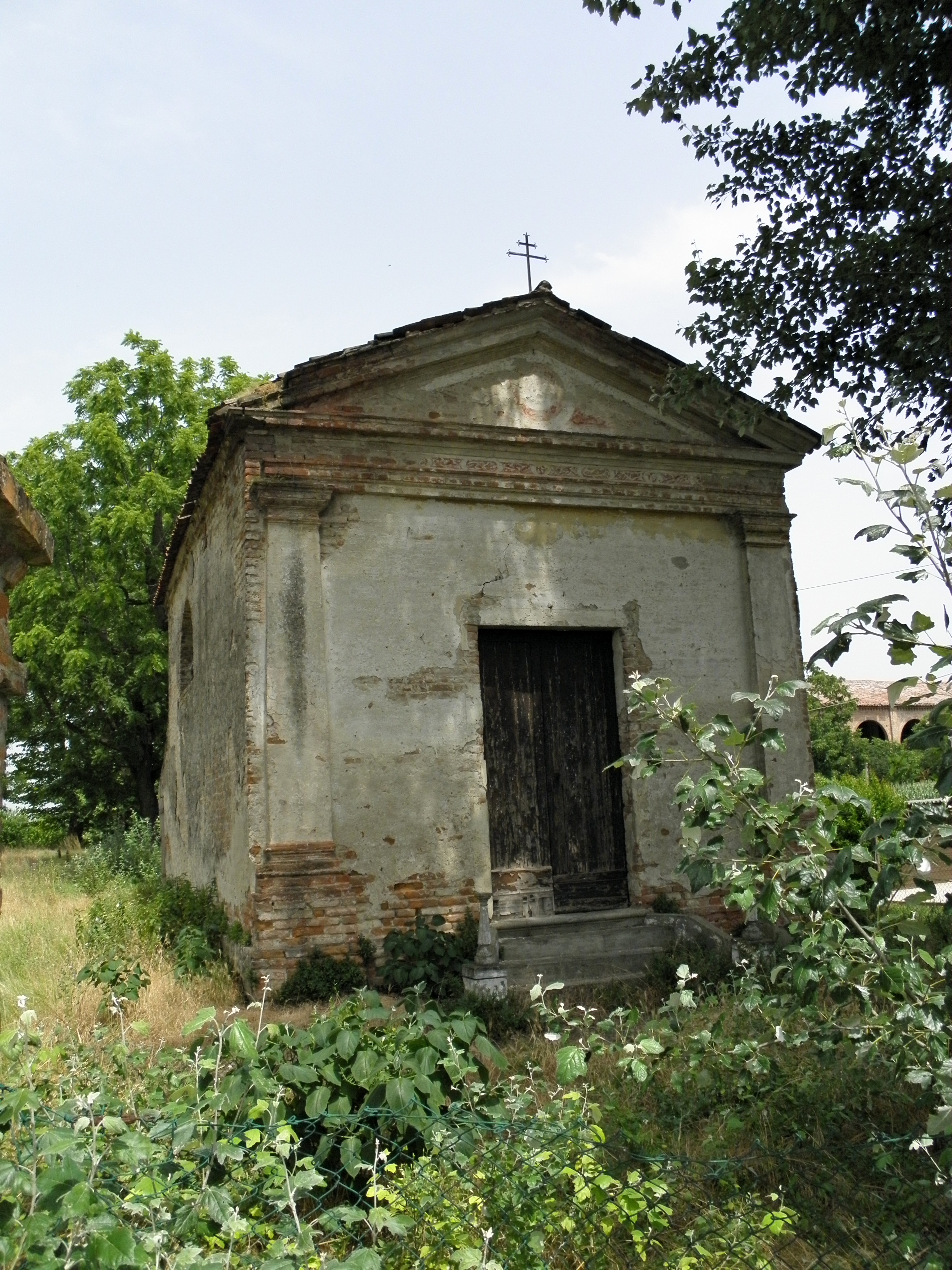
Oratorio San Gaetano prima della ristrutturazione del 2015

L'oratorio San Gaetano, che fungeva da chiesetta privata per i Signori della Villa, sorge leggermente distaccato dal corpo principale. 
La facciata è costituita da un timpano con lesene e capitelli di ordine dorico. 
Inoltre, sulla facciata si possono intravedere dei motivi geometrici decorativi di colorazione rossastra. L'interno è costituito da un'unica navata con banchetti in legno. Di particolare interesse è l'altare, che si presenta ricoperto con stucco bianco, con inserti decorativi in pietra e con due colonne in calcare rosso ammonitico e capitello corinzio, sopra cui è poggiata un architrave con cornice a dentelli e timpano ricurvo. Tra le colonne è inserito un arco che contiene una pala d'altare rappresentante la Madonna con Bambino, Sant'Antonio e San Gaetano da Thiene, il titolare dell'oratorio, riportato anche nella parte basamentale dell'altare. L'oratorio ha conservato il suo aspetto nel tempo, non subendo particolari modifiche. 

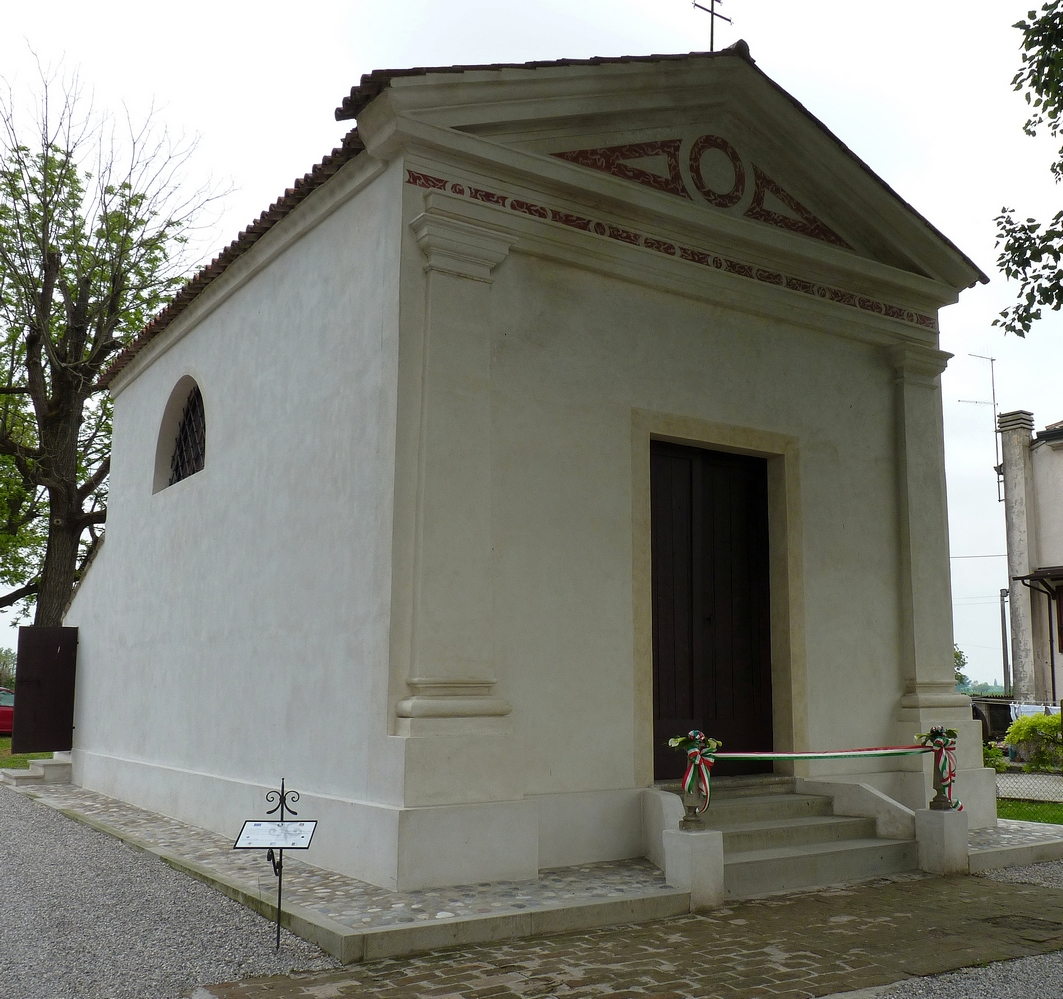
Oratorio San Gaetano in seguito alla ristrutturazione del 2015

Nel 1689, precisamente il 27 luglio, fu presentato un documento firmato dal Cardinale Barbarigo, Vescovo di Padova. Nel testo venne documentato come questi acconsentì alla costruzione di un oratorio privato, presso la casa privata di Pozzonovo da parte dei fratelli Antonio (1646- 1688) e Giovan Domenico Polcastro (1647- 1705). Il documento ha inizio con la descrizione della visita all’ubicazione dove i fratelli Polcastro intendevano fabbricare un pubblico oratorio e prosegue con la descrizione delle norme imposte e da seguire per poter proseguire alla costruzione dell'oratorio:
(G.Card. Barbarigo Vesc. Di Padova, Datum Patavini in palatio nostro Episcopali)
La visita fu svolta da Andrea Porta Rettore di Pozzonovo, con la visita fu stabilita l'opportunità di fabbricare il suddetto oratorio e fu concessa la licenza.
Ma essa fu concessa con delle limitazioni: l'oratorio doveva avere una sola porta verso la strada pubblica e non doveva avere campanile, fu imposto anche che alla fine dei lavori dovesse ricevere una nuova visita per confermare e osservare che fosse stato costruito in conformità agli ordini e alle norme imposte per poi procedere alla benedizione.
L'oratorio ha subito un intervento di ristrutturazione conclusosi nel 2015 con l'inaugurazione.